# Фелипе Фернандес-Арместо
Фелипе Фернандес-Арместо (на английски: Felipe Fernández-Armesto) е британски историк, автор на няколко популярни книги, професор в Университета Нотр Дам. Почетен доктор на Университета на Андите в Богота, Колумбия.
Сред предизвикателните му изказвания е това: „Защитавам правото на хората да отричат Холокоста и да говорят абсолютни лъжи — стига останалите от нас да са наясно, че това, което те казват, е лъжа.“

## Биография
Фелипе Фернандес-Арместо е роден в Лондон, Великобритания. Негов баща е испанският журналист Фелипе Фернандес Арместо, а негова майка журналистката и основателка на списанието на дипломатическия корпус в Лондон The Diplomatist, Бети Мълан де Фернандес Арместо.
През 2009 г. получава професорско място в департамента по история в Университета Нотр Дам, след като е преподавал в Университета Тафтс и в Лондонския университет (Колежа Куин Мери). През по-голямата част от кариерата си преподава в Оксфордския университет, където преди това завършва магистратура и защитава докторат. Но първото му преподавателско място все пак е в Charterhouse School в Годалминг, графство Съри.
Привлича вниманието на медиите през 2007 г. заради оплакването му от насилническо отношение, оказано му от пет полицейски служители в Атланта, Джорджия, след като е обвинен, че пресича неправилно улицата.